# Drüse (Botanik)

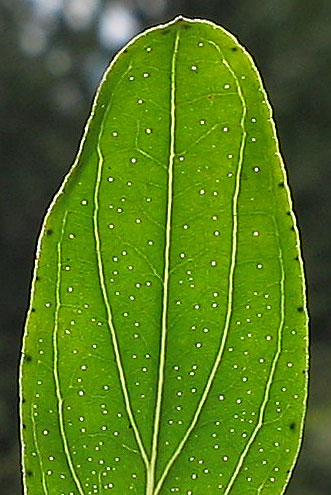
Drüsen in einem Blatt des Johanniskrauts

Die Drüsen von Pflanzen sind einzelne Zellen, Gewebe oder Interzellulare, die Sekrete ausscheiden. Das endoplasmatische Retikulum, der Golgi-Apparat und der Zellkern sind in den Drüsenzellen oft stark ausgebildet. 

## Funktionen der Sekrete
Die im Zytoplasma gebildeten Sekrete erfüllen verschiedene Funktionen: 
- Milchsaft, Gummi und Harze verschließen Wunden.
- Ätherische Öle, Duftstoffe und Nektar dienen der Tieranlockung.
- In Sekreten enthaltene Alkaloide und Steroidglykoside halten Herbivoren ab.
- An salzreichen Standorten sezernieren Pflanzen über Salzdrüsen überschüssige Salze ab.
- Karnivore Pflanzen, wie die Sonnentaugewächse, bilden klebrige Sekrete, mit denen sie Insekten fangen, um sie anschließend mit Exoenzymen aus Verdauungsdrüsen zu verdauen.

## Formen
Ebenso unterschiedlich wie ihre Funktionen ist die Form von Drüsen: 
- Wenn Interzellarräume eine Drüsenfunktion übernehmen, sind diese von chlorophyllfreien Zellen umgeben. Beispiele sind die Drüsen in den Blättern des Johanniskrauts, die als kleine helle Punkte erscheinen, und die Drüsen in der Fruchtschale von Zitronen und Pomeranzen.
- Oberflächliche Drüsen wie die Nektarien enthalten zylindrische oder prismatische Zellen. Die darüber befindliche Cuticula wird von den Sekreten angehoben und später perforiert.
- Andere Formen pflanzlicher Drüsen sind Drüsenhaare und wasserabscheidende Hydathoden.